# Ballot 3/8 LC
La Ballot 3/8 LC era un'autovettura da competizione sviluppata dalla Ballot nel 1920.

## Sviluppo
La 3/8 LC venne costruita con l'intento di fare pubblicità all'azienda imponendosi in alcune competizioni automobilistiche. La Ballot aveva infatti iniziato a produrre vetture in proprio solo dal 1919 e aveva necessità di pubblicizzare i propri prodotti in breve tempo.
Per la creazione della vettura si ricorse all'aiuto dell'ex ingegnere della Peugeot Ernest Henry, il quale costruì la vettura in 101 giorni.

## Tecnica
Inizialmente la vettura impiegava un propulsore quattro cilindri, ma successivamente venne sostituito da un tre cilindri sia per inaffidabilità che per cambio di regolamento. Quest'ultimo era un 3.0 dalla potenza di 110 cv. Aveva degli ammortizzatori a balestra semi-ellittica e freni a tamburo.

## Attività sportiva
La 3/8 LC non riuscì a imporsi nel primo anno di gare a causa di diversi problemi tecnici, ma le cose cambiarono nel 1920. In quest'annata la squadra francese si schierò alla 500 miglia di Indianapolis e ottenne il secondo, quinto e settimo posto. Nel 1921 la Ballot ottenne un secondo e un terzo posto nel GP di Francia e la vittoria nel GP d'Italia, tenutosi sul circuito di Montichiari. L'annata migliore dal punto di vista sportivo fu il 1922, in quanto le vetture vinsero numerosi GP di primo piano. Nel 1923, a causa di un cambio del regolamento che limitava la partecipazione ai gran premi ad auto con motore 2 litri, la Ballot si ritirò dalle competizioni per concentrarsi sulla produzione di vetture stradali.